# She's Gone
She's Gone is een nummer van het Amerikaanse muziekduo Hall & Oates uit 1973, heruitgegeven in 1976. Het is de eerste single van hun tweede studioalbum Abandoned Luncheonette.
"She's Gone" is één van de favoriete nummers van Hall & Oates zelf. Hoewel de meeste liedjes door één helft van het duo werden geschreven, hebben voor dit nummer beide heren bijgedragen aan de tekst. Het nummer is autobiografisch; Hall & Oates schreven het terwijl ze elkaar troostten over elkaars liefdesverdriet. Hall was op dat moment net gescheiden van zijn vrouw Bryna Lublin, en Oates was ook in de steek gelaten door zijn vriendin.
De ballad werd een hit in Noord-Amerika en bereikte de 7e positie in de Billboard Hot 100. Hoewel het in het Nederlandse taalgebied geen hitlijsten bereikte, geniet het er wel bekendheid en wordt het er regelmatig op de radio gedraaid.